# Yécora/Iekora
Yécora là một đô thị trong tỉnh Araba (Álava), thuộc Xứ Basque, phía bắc Tây Ban Nha.
Đô thị này có tọa độ 42°34′N 002°28′O / 42.567, -2.46742°34′N 002°28′O / 42.567, -2.467, nằm ở độ cao 694 m trên mực nước biển. Khoảng cách đến thủ phủ Victoria là 50 km. Yekora có diện tích 18,80 km², dân số là 305 người (INE 2007) với mật độ là 16,22 người/km². Mã số bưu chính là 01322